# Zalabaksa
Zalabaksa is een plaats (község) en gemeente in het Hongaarse comitaat Zala. Zalabaksa telt 670 inwoners (2001).